# Governo Lubbers I
Il Governo Lubbers I è il governo del Regno dei Paesi Bassi in carica dal 4 novembre 1982 al 14 luglio 1986, nel corso della 27ª legislatura della Tweede Kamer.

## Coalizione e storia
Guidato dal nuovo primo ministro cristiano democratico Ruud Lubbers, questo governo è formato e sostenuto da una coalizione di centrodestra tra il l'Appello Cristiano Democratico (CDA) e il Partito Popolare per la Libertà e la Democrazia (VVD). Insieme, hanno 81 rappresentanti su 150, che rappresentano il 54% dei seggi alla Tweede Kamer. Tuttavia, il Partito del Lavoro (PvdA) vince le elezioni ma non riesce a formare una coalizione.
Il gabinetto è formato in seguito alle elezioni parlamentari anticipate dell'8 settembre 1982.
Succede così al terzo governo del democratico cristiano Dries van Agt, costituito e sostenuto dal CDA e dai Democratici 66 (D'66). Dopo le dimissioni del PvdA dalla coalizione di governo formata con i democratici cristiani e i liberali sociali il 12 maggio 1982, fu istituito un gabinetto provvisorio con le due formazioni rimanenti per organizzare le elezioni anticipate.
Durante queste elezioni, il Partito del Lavoro divenne di nuovo la prima forza politica del Regno, mentre i liberali registrarono un forte aumento. A seguito del risultato misto del CDA, van Agt si ritira e lascia il posto a Lubbers, ex ministro dell'economia. Dopo il VVD, l'Appello Cristiano Democratico, si rifiutò di collaborare con il PvdA, i primi due raggiunsero un accordo per formare una maggioranza parlamentare.
Nelle prime elezioni parlamentari del 21 maggio 1986, la maggioranza è mantenuta con lo stesso numero di seggi, ma il divario tra i partiti costituenti aumenta considerevolmente. Il leader del CDA, tuttavia, rinnova la sua alleanza con il VVD, formando il governo Lubbers II.

## Composizione
Il gabinetto era composto da 16 ministri e 17 segretari di Stato.

### Ministri
| Carica o ministero                                         | Titolare                                              | Partito |
| ---------------------------------------------------------- | ----------------------------------------------------- | ------- |
| Affari generali Ministro presidente                        | Ruud Lubbers                                          | CDA     |
| Economia Viceministro presidente                           | Gijs van Aardenne                                     | VVD     |
| Affari esteri                                              | Hans van den Broek                                    | CDA     |
| Giustizia                                                  | Frits Korthals Altes                                  | VVD     |
| Interno                                                    | Koos Rietkerk bis 20. Februar 1986                    | VVD     |
| Interno                                                    | Frits Korthals Altes dal 21 febbraio al 12 marzo 1986 | VVD     |
| Interno                                                    | Rudolf de Korte dal 12 marzo 1986                     | VVD     |
| Istruzione e scienza                                       | Wim Deetman                                           | CDA     |
| Finanze                                                    | Onno Ruding                                           | CDA     |
| Difesa                                                     | Job de Ruiter                                         | CDA     |
| Alloggio, pianificazione regionale e protezione ambientale | Pieter Winsemius                                      | VVD     |
| Infrastrutture e gestione delle risorse idriche            | Neelie Kroes                                          | VVD     |
| Agricoltura e pesca                                        | Gerrit Braks                                          | CDA     |
| Affari sociali, lavoro e affari delle Antille olandesi     | Jan de Koning                                         | CDA     |
| Benessere, salute e cultura                                | Elco Brinkman                                         | CDA     |
| Cooperazione allo sviluppo                                 | Eegje Schoo                                           | VVD     |

### Segretari di Stato
| Carica o ministero                                         | Titolare                                              | Partito |
| ---------------------------------------------------------- | ----------------------------------------------------- | ------- |
| Affari esteri                                              | Wim van Eekelen al 5 novembre 1982                    | VVD     |
| Giustizia                                                  | Virginie Korte-van Hemel dall'8 novembre 1982         | CDA     |
| Interno                                                    | Marius van Amelsvoort dall'8 novembre 1982            | CDA     |
| Istruzione e scienza                                       | Nell Ginjaar-Maas dal 5 novembre 1982                 | VVD     |
| Istruzione e scienza                                       | Gerard van Leijenhorst dall'8 novembre 1982           | CDA     |
| Finanze                                                    | Henk Koning dal 5 novembre 1982                       | VVD     |
| Difesa                                                     | Jan van Houwelingen dal 5 novembre 1982               | CDA     |
| Difesa                                                     | Charles Schwietert dal 8 all'11 novembre 1982         | VVD     |
| Difesa                                                     | Willem Hoekzema dal 19 novembre 1982                  | VVD     |
| Alloggio, pianificazione regionale e protezione ambientale | Gerrit Brokx dal 5 novembre 1982                      | CDA     |
| Infrastrutture e gestione delle risorse idriche            | Jaap Scherpenhuizen dall'8 novembre 1982              | VVD     |
| Economia                                                   | Frits Bolkestein dall'8 novembre 1982                 | VVD     |
| Economia                                                   | Piet van Zeil dal 5 novembre 1982 al 1º luglio 1986   | CDA     |
| Affari sociali e lavoro                                    | Annelien Kappeyne van de Coppello ab 8. November 1982 | VVD     |
| Affari sociali e lavoro                                    | Louw de Graaf dal 5 novembre 1982                     | CDA     |
| Agricoltura e pesca                                        | Ad Ploeg dall'8 novembre 1982                         | VVD     |
| Benessere, salute e cultura                                | Joop van der Reijden dal 5 novembre 1982              | CDA     |